# A Night Like This
A Night Like This is een single van Caro Emerald.
Het nummer is afkomstig van het album Deleted Scenes from the Cutting Room Floor uit 2010. De single werd uitgebracht op 18 december 2009 en bereikte de nummer 1-positie in de Single Top 100. In de Nederlandse Top 40 kwam het tot een 2e plaats, maar die werd pas in de 15e week gehaald. A night like this is tot nu toe de grootste hit van Caro Emerald.
A night like this is oorspronkelijk geschreven voor een reclame van drankmerk Martini. De inspiratie werd volgens Caro geput uit de kaartscène in de James Bond-film Casino Royale.

## Hitnoteringen

### Nederlandse Top 40
| Hitnotering: 26-12-2009 t/m 19-06-2010 | Hitnotering: 26-12-2009 t/m 19-06-2010 | Hitnotering: 26-12-2009 t/m 19-06-2010 | Hitnotering: 26-12-2009 t/m 19-06-2010 | Hitnotering: 26-12-2009 t/m 19-06-2010 | Hitnotering: 26-12-2009 t/m 19-06-2010 | Hitnotering: 26-12-2009 t/m 19-06-2010 | Hitnotering: 26-12-2009 t/m 19-06-2010 | Hitnotering: 26-12-2009 t/m 19-06-2010 | Hitnotering: 26-12-2009 t/m 19-06-2010 | Hitnotering: 26-12-2009 t/m 19-06-2010 | Hitnotering: 26-12-2009 t/m 19-06-2010 | Hitnotering: 26-12-2009 t/m 19-06-2010 | Hitnotering: 26-12-2009 t/m 19-06-2010 | Hitnotering: 26-12-2009 t/m 19-06-2010 |
| Week:                                  | 1                                      | 2                                      | 3                                      | 4                                      | 5                                      | 6                                      | 7                                      | 8                                      | 9                                      | 10                                     | 11                                     | 12                                     | 13                                     | 14                                     |
| -------------------------------------- | -------------------------------------- | -------------------------------------- | -------------------------------------- | -------------------------------------- | -------------------------------------- | -------------------------------------- | -------------------------------------- | -------------------------------------- | -------------------------------------- | -------------------------------------- | -------------------------------------- | -------------------------------------- | -------------------------------------- | -------------------------------------- |
| Positie:                               | 36                                     | 34                                     | 32                                     | 25                                     | 18                                     | 18                                     | 15                                     | 5                                      | 5                                      | 5                                      | 6                                      | 6                                      | 5                                      | 3                                      |
| Week:                                  | 15                                     | 16                                     | 17                                     | 18                                     | 19                                     | 20                                     | 21                                     | 22                                     | 23                                     | 24                                     | 25                                     | 26                                     |                                        |                                        |
| Positie:                               | 2                                      | 2                                      | 2                                      | 3                                      | 5                                      | 8                                      | 10                                     | 12                                     | 20                                     | 26                                     | 30                                     | 34                                     | uit                                    |                                        |

### NederlandseSingle Top 100
| Hitnotering: (Week 1 t/m 49) 19-12-2009 t/m 20-11-2010 Hitnotering: (Week 50 t/m 57) 01-01-2011 t/m 19-02-2011 | Hitnotering: (Week 1 t/m 49) 19-12-2009 t/m 20-11-2010 Hitnotering: (Week 50 t/m 57) 01-01-2011 t/m 19-02-2011 | Hitnotering: (Week 1 t/m 49) 19-12-2009 t/m 20-11-2010 Hitnotering: (Week 50 t/m 57) 01-01-2011 t/m 19-02-2011 | Hitnotering: (Week 1 t/m 49) 19-12-2009 t/m 20-11-2010 Hitnotering: (Week 50 t/m 57) 01-01-2011 t/m 19-02-2011 | Hitnotering: (Week 1 t/m 49) 19-12-2009 t/m 20-11-2010 Hitnotering: (Week 50 t/m 57) 01-01-2011 t/m 19-02-2011 | Hitnotering: (Week 1 t/m 49) 19-12-2009 t/m 20-11-2010 Hitnotering: (Week 50 t/m 57) 01-01-2011 t/m 19-02-2011 | Hitnotering: (Week 1 t/m 49) 19-12-2009 t/m 20-11-2010 Hitnotering: (Week 50 t/m 57) 01-01-2011 t/m 19-02-2011 | Hitnotering: (Week 1 t/m 49) 19-12-2009 t/m 20-11-2010 Hitnotering: (Week 50 t/m 57) 01-01-2011 t/m 19-02-2011 | Hitnotering: (Week 1 t/m 49) 19-12-2009 t/m 20-11-2010 Hitnotering: (Week 50 t/m 57) 01-01-2011 t/m 19-02-2011 | Hitnotering: (Week 1 t/m 49) 19-12-2009 t/m 20-11-2010 Hitnotering: (Week 50 t/m 57) 01-01-2011 t/m 19-02-2011 | Hitnotering: (Week 1 t/m 49) 19-12-2009 t/m 20-11-2010 Hitnotering: (Week 50 t/m 57) 01-01-2011 t/m 19-02-2011 | Hitnotering: (Week 1 t/m 49) 19-12-2009 t/m 20-11-2010 Hitnotering: (Week 50 t/m 57) 01-01-2011 t/m 19-02-2011 | Hitnotering: (Week 1 t/m 49) 19-12-2009 t/m 20-11-2010 Hitnotering: (Week 50 t/m 57) 01-01-2011 t/m 19-02-2011 | Hitnotering: (Week 1 t/m 49) 19-12-2009 t/m 20-11-2010 Hitnotering: (Week 50 t/m 57) 01-01-2011 t/m 19-02-2011 | Hitnotering: (Week 1 t/m 49) 19-12-2009 t/m 20-11-2010 Hitnotering: (Week 50 t/m 57) 01-01-2011 t/m 19-02-2011 | Hitnotering: (Week 1 t/m 49) 19-12-2009 t/m 20-11-2010 Hitnotering: (Week 50 t/m 57) 01-01-2011 t/m 19-02-2011 | Hitnotering: (Week 1 t/m 49) 19-12-2009 t/m 20-11-2010 Hitnotering: (Week 50 t/m 57) 01-01-2011 t/m 19-02-2011 | Hitnotering: (Week 1 t/m 49) 19-12-2009 t/m 20-11-2010 Hitnotering: (Week 50 t/m 57) 01-01-2011 t/m 19-02-2011 | Hitnotering: (Week 1 t/m 49) 19-12-2009 t/m 20-11-2010 Hitnotering: (Week 50 t/m 57) 01-01-2011 t/m 19-02-2011 | Hitnotering: (Week 1 t/m 49) 19-12-2009 t/m 20-11-2010 Hitnotering: (Week 50 t/m 57) 01-01-2011 t/m 19-02-2011 | Hitnotering: (Week 1 t/m 49) 19-12-2009 t/m 20-11-2010 Hitnotering: (Week 50 t/m 57) 01-01-2011 t/m 19-02-2011 |
| Week: | 1 | 2 | 3 | 4 | 5 | 6 | 7 | 8 | 9 | 10 | 11 | 12 | 13 | 14 | 15 | 16 | 17 | 18 | 19 | 20 |
| --- | --- | --- | --- | --- | --- | --- | --- | --- | --- | --- | --- | --- | --- | --- | --- | --- | --- | --- | --- | --- |
| Positie: | 51 | 51 | 68 | 46 | 6 | 1 | 2 | 3 | 5 | 3 | 3 | 4 | 2 | 2 | 2 | 3 | 2 | 3 | 4 | 6 |
| Week: | 21 | 22 | 23 | 24 | 25 | 26 | 27 | 28 | 29 | 30 | 31 | 32 | 33 | 34 | 35 | 36 | 37 | 38 | 39 | 40 |
| Positie: | 3 | 3 | 4 | 10 | 11 | 22 | 28 | 25 | 37 | 30 | 34 | 39 | 36 | 31 | 39 | 29 | 24 | 22 | 46 | 50 |
| Week: | 41 | 42 | 43 | 44 | 45 | 46 | 47 | 48 | 49 | | 50 | 51 | 52 | 53 | 54 | 55 | 56 | 57 | | |
| Positie: | 62 | 56 | 42 | 74 | 51 | 68 | 75 | 65 | 93 | uit | 39 | 30 | 64 | 44 | 55 | 62 | 63 | 89 | uit | |

### NPO Radio 2 Top 2000
In de versie van 2010 was dit nummer de hoogste nieuwe binnenkomer.

| Nummer met noteringen in de NPO Radio 2 Top 2000 | '10 | '11 | '12 | '13 | '14 | '15 | '16 | '17 | '18 | '19  | '20  | '21  | '22  | '23  |
| ------------------------------------------------ | --- | --- | --- | --- | --- | --- | --- | --- | --- | ---- | ---- | ---- | ---- | ---- |
| A Night Like This                                | 22  | 48  | 100 | 155 | 204 | 364 | 529 | 655 | 722 | 1200 | 1282 | 1525 | 1987 | 1999 |

1. ↑  Een vetgedrukt getal geeft de hoogste notering aan.
2. ↑  2010 was het eerste jaar met een notering voor dit nummer.
3. ↑  Deze tabel is bijgewerkt tot en met de laatste editie (2024).